# Gerhard Lotz

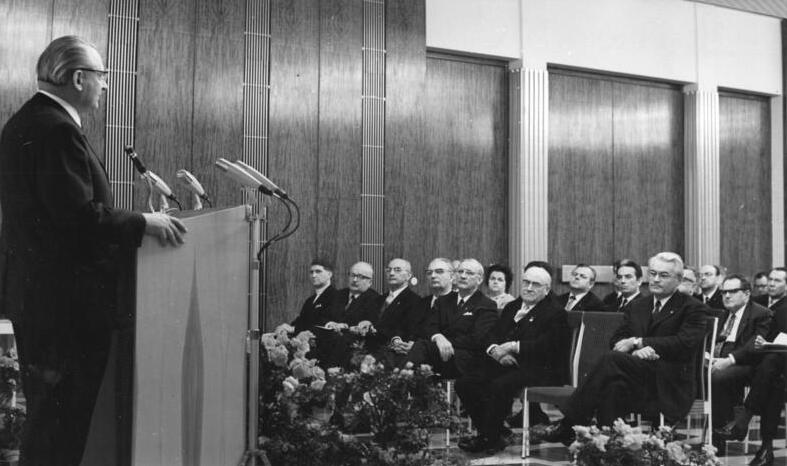
Präsidiumstagung des CDU-Hauptvorstands in Berlin am 8. Februar 1971. Gerhard Lotz 1. Reihe 2. v. l.

Gerhard Lotz (* 22. April 1911 in Altenburg; † 10. Dezember 1981 in Eisenach) war ein deutscher evangelisch-lutherischer Kirchenjurist und Funktionär der Blockpartei CDU der DDR.

## Leben und Wirken
Lotz erwarb nach dem Besuch des Gymnasiums in Eisenach 1928 seine Hochschulreife. Danach studierte er Evangelische Theologie, Philosophie und Jura an den Universitäten Frankfurt am Main, Göttingen, Leipzig und Königsberg. Im Jahr 1934 legte er das Erste juristische Staatsexamen ab. Danach wurde er zum Doktor der Rechtswissenschaften promoviert an der Universität von Königsberg, wo er als Assistent an der Fakultät für Rechts- und Staatswissenschaft angestellt war. 1938 absolvierte er das Zweite juristische Staatsexamen und trat anschließend in den Dienst der Thüringer evangelischen Kirche. Im Jahr 1940 wurde er zum Kirchenrat ernannt. Seit 1942 war er Angehöriger der Wehrmacht und geriet zuletzt im Rang eines Leutnants in Kriegsgefangenschaft.
Nach der Befreiung vom Nationalsozialismus wurde Lotz 1946 Oberkirchenrat und Leiter der Rechtsabteilung der Evangelisch-Lutherischen Kirche in Thüringen, seit 1948 stellvertretender Vorsitzender des Landeskirchenrates und Mitglied der Thüringer Synode. 1969 trat er in den Ruhestand.
In der Zeit der Spruchkammerverfahren zur kirchlichen Entnazifizierung sprach er sich gegen eine Wiederübernahme NS-belasteter Theologen in den Kirchendienst aus. Als dem durch antisemitische Forschungen hervorgetretenen Theologieprofessor Walter Grundmann wieder eine Pfarrstelle übertragen werden sollte, bemerkte er auf einer Sitzung des LKR:

„Er hat als Leiter des Entjudungsinstitutes den ‚Rassismus‘ in der Kirche verfestigt, ausgebaut und wissenschaftlich unterlegt.“

Lotz arbeitete seit 1955 als inoffizieller Mitarbeiter für das Ministerium für Staatssicherheit unter dem Decknamen IM „Karl“.
Bei kirchenpolitischen Beratungen und Beschlüssen suchte er durch Information und Absprache die Zustimmung der staatlichen Stellen zu erlangen. Zusammen mit Landesbischof Moritz Mitzenheim entwarf und verfolgte er den sogenannten „Thüringer Weg“, der auf eine Zusammenarbeit mit dem SED-Staat setzte. Er gehörte zum „Weimarer Arbeitskreis“, in dem sich Theologen und Kirchenmitglieder zu Gesprächen über den Standort der Kirche in der DDR zusammen fanden.
Nach ihrer Gründung wurde er Mitglied der CDU und bald danach Mitglied des Bezirksvorstands Erfurt seiner Partei. Im Jahr 1956 wurde er in den Hauptvorstand gewählt. Daneben war er Mitglied des DDR-Friedensrates und arbeitete auch im Weltfriedensrat. Mit ihrer Gründung wurde er Mitglied in der Christlichen Friedenskonferenz. 1965 wurde er Vizepräsident des DDR-Friedensrates. Von 1967 bis 1976 war er mit dem Mandat der CDU der DDR Mitglied der Volkskammer. Lotz gehörte zu den CDU-Abgeordneten, die 1972 gegen die Legalisierung des Schwangerschaftsabbruches in der DDR stimmten.

## Ehrungen
- Deutsche Friedensmedaille, 1958
- Vaterländischer Verdienstorden in Bronze 1959
- Vaterländischer Verdienstorden in Silber 1965[4]
- Stern der Völkerfreundschaft in Silber 1976
- Vaterländischer Verdienstorden in Gold 1981[5]
- Verleihung der Ehrendoktorwürde durch die Friedrich-Schiller-Universität Jena 1969

## Werke
- Moritz Mitzenheim, Berlin: Union Verlag 1966
- Evangelische Kirchen in der D[eutschen] D[emokratischen] R[epublik] – Standort und Weg / Unterthema 2. Kirchlicher Dienst für Sicherheit in Europa, 1972

### Als Herausgeber
- Moritz Mitzenheim: Politische Diakonie. Reden, Erklärungen, Aufsätze 1946–1964, Berlin: VOB Union Verl., 1964
- Aimé Bonifas: Häftling 20801. Ein Zeugnis über die faschistischen Konzentrationslager, 1968
- Moritz Mitzenheim: Aus christlicher Verantwortung, Berlin: Union-Verl. VOB, 1971